# Liste du patrimoine immobilier classé de Saint-Hubert
Cette page regroupe l'ensemble du patrimoine immobilier classé de la ville belge de Saint-Hubert.
| Objet | Année de construction / Architecte | Adresse          | Section communale | Coordonnées                      | Numéro d’inventaire | Illustration                                                                          |
| --- | ---------------------------------- | ---------------- | ----------------- | -------------------------------- | ------------------- | ------------------------------------------------------------------------------------- |
| Basilique de Saint-Hubert, anciennement église abbatiale |                                    |                  |                   | 50° 01′ 35″ nord, 5° 22′ 30″ est | 84059-CLT-0001-01   | Basilique des Saints-Pierre-et-Paul                                                   |
| Église Saint-Gilles-au-Pré (M) et ensemble formé par l'église, le cimetière désaffecté qui l'entoure et le presbytère (S) |                                    | Rue Saint-Gilles |                   | 50° 01′ 32″ nord, 5° 22′ 13″ est | 84059-CLT-0003-01   | Église Saint-Gilles-au-Pré, cimetière et presbytère                                   |
| Bâtiments et substructions de l'ancien fourneau Saint-Michel (M) et les parcelles entourant les bâtiments précités (S) |                                    |                  |                   | 50° 04′ 57″ nord, 5° 20′ 31″ est | 84059-CLT-0004-01   | Bâtiments et substructions de l'ancien fourneau Saint-Michel et parcelles entourantes |
| Édifice rural, ancienne fenderie |                                    | Rue des Ardennes | Arville           | 50° 01′ 23″ nord, 5° 17′ 51″ est | 84059-CLT-0005-01   | Image manquanteTéléverser                                                             |
| Château de Mirwart (M) et ensemble formé par ce château et les terrains environnants (S) |                                    | Rue du Château   | Mirwart           | 50° 03′ 17″ nord, 5° 15′ 27″ est | 84059-CLT-0006-01   | Château de Mirwart et terrains environnants                                           |
| Moulin d'En Haut (bâtiments et machinerie), route d'Hatrival (M) et ensemble formé par les divers bâtiments et les abords (S) |                                    | Route d'Hatrival |                   | 50° 00′ 55″ nord, 5° 21′ 22″ est | 84059-CLT-0008-01   | Image manquanteTéléverser                                                             |
| Complexe abbatial de Saint-Hubert (palais abbatial (intérieur et extérieur), cour d'honneur, fontaine du XIXe siècle, façades et toitures des autres bâtiments et des locaux de l'athénée sauf l'ancienne chapelle) (M) et ensemble des constructions avec les cours intérieures (S) |                                    |                  |                   | 50° 01′ 37″ nord, 5° 22′ 31″ est | 84059-CLT-0009-01   | Complexe abbatial de Saint-Hubert                                                     |
| Porte (tour porche) de l'ensemble abbatial |                                    | Rue du Parc      |                   | 50° 01′ 37″ nord, 5° 22′ 37″ est | 84059-CLT-0010-01   | Porte (tour porche) de l'ensemble abbatial                                            |
| Maître-autel avec la statue de Saint-Sébastien de l'église Saint-Martin |                                    |                  |                   | 50° 04′ 28″ nord, 5° 18′ 23″ est | 84059-CLT-0011-01   | Image manquanteTéléverser                                                             |
| EN COURS DE PROCEDURE : Déclassement éventuel de toutes les pièces intérieures du premier étage du château de Mirwart (M) et extension éventuelle de classement aux murailles extérieures côté village ainsi qu'aux vestiges anciens sous terrasse côté village dudit château (M).   |                                    |                  |                   | 50° 03′ 17″ nord, 5° 15′ 29″ est | 84059-CLT-0012-01   | Image manquanteTéléverser                                                             |
| Ensemble de la basilique de Saint-Hubert à l'exception de la partie instrumentale de l'orgue |                                    |                  |                   | 50° 01′ 35″ nord, 5° 22′ 30″ est | 84059-PEX-0001-01   | Basilique des Saints-Pierre-et-Paul (sauf l’orgue)                                    |
| Ancien palais abbatial |                                    |                  |                   | 50° 01′ 36″ nord, 5° 22′ 26″ est | 84059-PEX-0002-01   | Ancien palais abbatial                                                                |